# گرانت فیشر
گرانت فیشر (انگلیسی: Grant Fisher؛ زادهٔ ۲۲ آوریل ۱۹۹۷) ورزشکار دو و میدانی اهل ایالات متحده آمریکا است.